# Bloque Magdalena Medio de las FARC-EP
Para grupos posteriores a 2016, véase Disidencias de las FARC-EP
El Bloque Magdalena Medio era una de las unidades subdivisionales de la guerrilla de las Fuerzas Armadas Revolucionarias de Colombia Ejército del Pueblo. (FARC-EP).

## Historia
Surgido del Frente 4 en actividad desde el 15 de octubre de 1967 en el Magdalena Medio, Cundinamarca y Boyacá. Este frente fue creado por sugerencia de Jaime Guaraca, uno de los cofundadores de las FARC-EP en 1964. Tras el Paro Cívico Nacional de 1977, deciden fortalecerse en la región, entrando en 1984 a hacer presencia en Barrancabermeja. Sus milicias participaron en el Paro Cívico por el Agua en 1985 y el Paro Cívico del Nororiente Colombiano en 1987. Posteriormente a la Octava Conferencia de las FARC-EP se desarrolló un Proyecto Insurgente Educativo. En 1985 se fundó el Frente 33 en la Región del Catatumbo.
Tiempo después fue liderado por Rodrigo Londoño Echeverri alias 'Timochenko' y contaba con 573 guerrilleros en 2009.
Los desmovilizados de este antiguo bloque han respondido ante la Jurisdicción Especial para la Paz (JEP) por el delito de secuestro (Caso 01).

## Miembros principales
| Foto | Jerarquía                | Nombre                       | Alias                                | Notas         |
| ---- | ------------------------ | ---------------------------- | ------------------------------------ | ------------- |
|      | Comandante del Bloque    | Rodrigo Londoño Echeverri    | Timochenko, Timoleón Jiménez         | Desmovilizado |
|      | Jefe del Bloque          | Félix Antonio Muñoz Lascarro | Pastor Alape, José Lisandro Lascarro | Desmovilizado |
|      | Comandante del Frente 12 |                              | Alonso Cortés                        | Abatido       |
|      |                          | Reinaldo Cala Suárez         | Jairo Quintero                       | Desmovilizado |
|      |                          |                              | Alberto Cancharina                   | Desmovilizado |
|      | Comandante del Frente 24 |                              | Tomas Lince                          |               |

## Estructura y Área de operaciones
Tenía varias compañías móviles (Arturo Ruiz y Resistencia Bari) y otras que fueron desmantelada, y poseía 7 Frentes (4, 12, 20, 23, 24, 33, 46). Para 2013 hacían presencia en  los departamentos de Norte de Santander, Cesar, Sur de Bolívar, Santander, y Oriente Antioqueño.
- Frente 4, José Antonio Galán (Bolívar y Antioquia)[12][13]
- Frente 12  (Norte de Santander, Santander)
- Frente 20, Los Comuneros (Santander)
- Frente 23 Policarpa Salavarrieta (Norte de Santander)
- Frente 24, Héroes y Mártires de Santa Rosa (Bolívar, Santander y Antioquia)
- Frente 33, Mariscal Sucre (Norte de Santander)
- Frente 46 (César)

Compañías Móviles
- Compañía Móvil Resistencia Bari
- Compañía Móvil Arturo Ruiz
- Compañía Móvil Salvador Díaz
- Compañía Móvil Raúl Eduardo Mahecha[14]
- Compañía Móvil Gerardo Guevara[15]

Escuelas de Formación
- Escuela Cacique Pipatón: Los Abarcos, municipio de Remedios, (Antioquia). Su nombre es un homenaje a un reconocido líder indígena de la región.

- Escuela de entrenamiento Montes de María, ( Bolívar)

- Escuela La Esperanza (Norte de Santander), especializada en cursos de operador de radio.

- Escuela El Rancho, Rionegro (Santander)

- Escuela del Corregimiento El Trampal en el municipio de Sucre (Santander) curso básico de tácticas de combate y de artillería.[16]

## Delitos y financiación
Secuestro
Narcotráfico
En los municipios de Cantagallo (Bolívar), Tiquisio, Simití, Santa Rosa del Sur, San Pablo (Bolívar), Morales (Bolívar), El Tarra y Tibú sembraron hasta 200 hectáreas de coca. Asimismo en Cantagallo (Bolívar), Simití, Santa Rosa del Sur, El Tarra y Tibú se le incautaron laboratorios para el proceso de coca.
Ataques al Ejército y a oleoductos
Extorsión
Reclutamiento de menores de edad.
Masacre de La Gabarra de 2004.

## Proceso de paz y Desmovilización
Campamento de Paz en Segovia(Antioquia).
Zonas Veredales: Remedios (Antioquia).  ZVTN, de Caño Indio, Tibú.
Reconocimiento de miembros de las FARC-EP pertenecientes al Bloque Magdalena Medio, para realizar actividades relacionadas con la pedagogía, divulgación y difusión del Acuerdo Final entre sus integrantes, y otras disposiciones.